# Rudgea coriacea
Rudgea coriacea là một loài thực vật có hoa trong họ Thiến thảo. Loài này được (Spreng.) K.Schum. miêu tả khoa học đầu tiên năm 1891.